# Justicia salma-margaritae
Justicia salma-margaritae är en akantusväxtart som beskrevs av Acosta. Justicia salma-margaritae ingår i släktet Justicia och familjen akantusväxter. Inga underarter finns listade i Catalogue of Life.